# Stunt Race FX
Stunt Race FX, conocido en Japón como Wild Trax (ワイルドトラックス Wairudo Torakkusu?), es un videojuego de carreras 3D desarrollado por Nintendo EAD con la ayuda de Argonaut Software y publicado por Nintendo para Super Nintendo. Fue el segundo juego en utilizar el GSU-1 con tecnología de Super FX centrado en 3D.
Stunt Race FX se agregó a Nintendo Switch a través del servicio Nintendo Switch Online el 5 de septiembre de 2019, lo que marca la primera vez que el juego se relanza en más de dos décadas.

## Jugabilidad
La jugabilidad se diferencia del propio Super Mario Kart de Nintendo por ser algo más difícil y por la falta de armas para atacar a otros vehículos del juego. Las similitudes con "F-Zero" de Nintendo incluyen la capacidad de aumentar la velocidad de los vehículos; el uso de los botones L y R para hacer giros más bruscos; la posibilidad de dañar vehículos al chocar contra paredes, peligros u otros vehículos; y la posibilidad de sufrir daños por caídas.

### Vehículos
Hay tres vehículos para elegir originalmente (F-Type, COUPE y 4WD), así como un cuarto que es desbloqueable (2WD); un quinto vehículo solo se usa en juegos de bonificación (TRAILER). El uso de los ojos en los vehículos por parte de Stunt Race FX fue una adición tardía en el desarrollo, para dar carácter a los autos sin personalidad. Cada vehículo tiene diferentes capacidades en términos de velocidad, carrocería y aceleración. De acuerdo con los folletos de instrucciones en inglés, los vehículos son masculinos, pero en el manual de instrucciones japonés y el comercial de televisión japonés, el COUPE es femenino y todos los demás vehículos son masculinos.
- F-Type - Un coche de Fórmula 1. Su velocidad máxima es 140 mph (220 km/h). Se puede girar y controlar rápida y fácilmente, debido a su fuerte fuerza descendente, y acelera muy rápidamente a la velocidad máxima. Sin embargo, su capacidad para recibir daño es la más débil de todos los vehículos. F-Type está diseñado para jugadores avanzados, que pueden intentar derrapar con los botones L y R, o correr F-Type de manera más segura controlando el pedal del acelerador para que coincida con el agarre de la llanta. Los jugadores deben tener cuidado de ajustar el equilibrio del F-Type en el aire usando los botones de dirección para aterrizar de manera segura, debido a su cuerpo débil; esta técnica es muy importante para cualquiera que use F-Type.

- COUPE - Un coche pequeño, amarillo, con ajustes equilibrados. Se basa en el estilo de carrocería del mismo nombre y es el único coche femenino en el juego. La velocidad máxima de COUPE es 120 mph (190 km/h), y ofrece un rendimiento estable y una dirección ajustada. El consumo de su medidor Boost también es menor que el de los otros vehículos; si el jugador controla bien a COUPE, el jugador puede ahorrar mucho tiempo. Su agarre de los neumáticos es relativamente bajo, lo que puede requerir que el jugador use los botones L y R para derrapar en las esquinas (mientras se asegura de no reducir demasiado la velocidad). COUPE está diseñada para jugadores de nivel intermedio.

- 4WD - Un vehículo parecido a un camión monstruo que tiene un potente motor para equilibrar su gran peso. Es una máquina monstruosa con neumáticos muy grandes que proporcionan un gran agarre y es insuperable para la conducción todoterreno. Su velocidad máxima es 100 mph (160 km/h), lo que lo convierte en el vehículo más lento (excepto el TRAILER de bonificación del juego), y su dirección es particularmente pesada, lo que puede requerir que un jugador gire rápidamente en cada curva. Es el vehículo más fácil de usar en STUNT TRAX, según el manual de instrucciones del juego, y está diseñado para jugadores principiantes. Al tomar una curva, incluso si un jugador siguió usando los botones L y R para conducir más fuerte, 4WD apenas gira. 4WD es el único vehículo que los jugadores pueden usar en TEST RUN.

- 2WD - Un vehículo de dos ruedas, identificado como automóvil en el manual. Solo se puede usar en FREE TRAX después de que un jugador supera la clase NOVICE en SPEED TRAX; sin embargo, si un jugador borra la clase MASTER en SPEED TRAX, 2WD se puede usar en todos los modos. Si un jugador usa los botones de giro (L y R), el 2WD girará cambiando su peso hacia la izquierda y hacia la derecha mientras inclina su cuerpo, pero es difícil recuperarse cuando el 2WD pierde el equilibrio. Su velocidad máxima es 140 mph (220 km/h).

- TRAILER - Un camión semirremolque especial que solo se puede jugar en cada juego de bonificación SPEED TRAX. Debido a su gran tamaño y la flexibilidad del enganche entre la cabina y el remolque, es muy difícil de conducir. El juego de bonificación SPEED TRAX con TRAILER utiliza un ángulo de cámara diferente, lo que puede hacer que controlar este vehículo sea más confuso que los demás. Es imposible dañar este vehículo.

### Modos
El juego cuenta con cinco modos: tres para niveles de carreras, uno para carreras de obstáculos, uno para pruebas de conducción, uno para contrarreloj y otro para carreras multijugador.
- SPEED TRAX - Este modo solo puede ser jugado por un jugador. El jugador debe vencer a una clase para pasar a la siguiente. Cada clase tiene cuatro cursos y un juego de bonificación. Hay tres clases: NOVICE (para jugadores principiantes), EXPERT (para jugadores intermedios) y MASTER (para jugadores avanzados). Para un total de quince pistas (doce campos y tres juegos de bonificación). Para completar un recorrido, el jugador debe completar tres vueltas antes de que acabe el tiempo. Cada vez que un jugador completa una vuelta o pasa por un punto de control, el temporizador de cuenta regresiva se extenderá. Una vez completada la tercera vuelta, todo el tiempo restante se dedicará al siguiente recorrido. Sin embargo, los jugadores no pueden llevar más de 100 segundos. Hay tres vehículos rivales contra los que un jugador puede competir. Si un jugador se sale del curso hacia un obstáculo de agua, llena completamente el medidor de daños y destruye el vehículo, corre en el cuarto/último lugar o si el cronómetro baja a cero, el jugador pierde un intento y reinicia la carrera en el mismo curso. Si el jugador se queda sin intentos, el juego termina. Los juegos de bonificación son los únicos campos de este modo que permiten a los jugadores jugarlos o no. También son los únicos campos del juego donde los jugadores pueden ganar intentos adicionales. Una vez que se haya eliminado la clase EXPERT, se desbloqueará la clase MASTER.

- STUNT TRAX - El objetivo de este modo es recorrer cada recorrido lo más rápido posible mientras toca cada estrella a la vista para obtener una puntuación perfecta. Hay cuatro pistas exclusivas en este modo: Ice Dance, Blue Lake, Rock Field y Up'n Down. Hay cuatro áreas y tres portales por pista. Cuando se conduce a través de un portal, el portal se cerrará, lo que hará que el jugador no pueda volver a entrar en las áreas anteriores que ya atravesó. Se puede desbloquear una pista especial llamada Radio Control después de que se hayan despejado las otras cuatro pistas. A diferencia de los otros cuatro pistas, Radio Control no tiene estrellas ni portales; en realidad, es un derbi de destrucción con estilo de radiocontrol. El objetivo de esta pista es correr el vehículo que el jugador está controlando contra todos los demás vehículos para destruirlos.

- BATTLE TRAX - Este modo es para carreras cara a cara. Hasta dos jugadores de computadora o jugadores humanos pueden participar en este modo. Para uno o dos jugadores de computadora, los jugadores deben tener ambos controles estándar enchufados, dejando al menos uno de ellos solo, para poder activar uno o dos jugadores de computadora. Hay cuatro pistas exclusivas en este modo: Marine Pipe, Port Arena, Cotton Farm y Toxic Desert (titulada como Toxic Dessert en el juego).

- TEST RUN - Este modo está diseñado para que los principiantes practiquen mediante una prueba de conducción. En este modo, solo se puede jugar un vehículo (4WD) y una pista sin nombre. Después de terminar tres vueltas, la pantalla se oscurece mientras regresa la pantalla de selección de modo. Después de desbloquear FREE TRAX, TEST RUN ya no se podrá jugar, pero si los datos guardados se borraron después de desbloquear FREE TRAX, TEST RUN se podrá jugar nuevamente.

- FREE TRAX - Este modo solo se puede desbloquear superando la clase NOVICE o la clase EXPERT en SPEED TRAX. Los jugadores utilizan este modo para practicar las pistas de las clases SPEED TRAX completadas, incluidas las de los juegos de bonificación. Este modo también se usa para contrarreloj. No hay límite de tiempo.

### Gráficos
Las capacidades del chip Super FX se demuestran ampliamente en Stunt Race FX. Cada campo está construido con polígonos en 3D, con baches y pasos elevados. Anuncios publicitarios detallados también aparecen a lo largo de cada circuito de carreras. La falta de velocidad se incorpora al juego al presentar autos que son más pesados y torpes que los incluidos en los juegos de carreras convencionales.

## Historia

### Desarrollo
En 1991, Nintendo comenzó a desarrollar un chip de cartucho 3D personalizado llamado chip Super FX con Dylan Cuthbert de Argonaut Software (que ahora está en Q-Games) como su asistente, para que pueda usarse en juegos de Super NES para crear gráficos poligonales en 3D. El primer juego que utilizó Super FX fue Star Fox, que se convirtió en un éxito. Después del lanzamiento de Star Fox, Nintendo y Argonaut comenzaron a realizar varios experimentos durante el desarrollo conjunto del chip Super FX. El desarrollo de Stunt Race FX, que se tituló tentativamente como FX Trax en ese entonces, comenzó cuando Giles Goddard y Colin Reed se unieron y luego se convirtieron en empleados de Nintendo. Nintendo utilizó el concepto de polígono para crear un juego de carreras animado en 3D lleno de obstáculos y acrobacias de alto vuelo, así como carreras normales. Si bien el juego fue sólido, la calidad general del producto y el momento de lanzamiento no fueron favorables para su éxito. Desde entonces, Nintendo ha descontinuado la idea de franquiciar la serie. El incidente anterior tomó forma con una secuela cancelada en Nintendo 64 llamada Buggie Boogie. Wataru Yamaguchi (山口亘?) creó los modelos oficiales de arcilla de los vehículos de Stunt Race FX utilizados en el arte de la caja de la versión japonesa y el folleto de instrucciones de todas las versiones.
Durante las primeras versiones del juego, el vehículo 2WD no formaba parte de la lista de autos. En su lugar había un vehículo de tres ruedas llamado 3WD, con un esquema de color muy parecido al trabajo de pintura azul del 4WD.

### Mercadeo
Se hicieron y se emitieron dos comerciales de televisión diferentes: uno para Japón y otro para Norteamérica y Europa. El comercial japonés era un corto animación japonesa que mostraba los vehículos del juego en acción junto con imágenes del juego en sí. Fue narrado por Akira Kamiya. En el comercial para Norteamérica y Europa, mostraba a un oficial de policía hablando con los espectadores (como el conductor) que él cree que están infringiendo la(s) ley(es) mientras se mostraban algunas imágenes del juego en sí. Había dos versiones ligeramente diferentes del comercial en inglés.
Aproximadamente en la época en que se lanzó Stunt Race FX en los Estados Unidos, Nintendo of America se asoció con Kellogg's y Mattel para regalar un auto promocional de carreras F-Type de la marca Hot Wheels a las personas que enviaron por correo dos pruebas de cajas de Apple Jacks a Kellogg's para recibirlas gratis. El comercial de televisión mostraba que el coche de juguete se movía sobre la mesa de la cocina frente a una caja de Apple Jacks mientras un joven rubio con gafas miraba el coche de juguete desde detrás de la caja de Apple Jacks. Al mismo tiempo, el locutor del comercial dijo: "Ahora puedes conseguir el coche de Stunt Race FX para Super NES gratis, con dos pruebas de Apple Jacks de Kellogg's", seguido de un equipo de boxes que rellena el tazón del niño con Apple Jacks y leche y cuidar otras cosas a su alrededor como limpiar sus vasos mientras el locutor decía: "Es casi como si fuera real". Los autos F-Type de edición limitada han sido bastante raros, especialmente si todavía están sellados de fábrica. Es un repintado de un auto Hot Wheels existente llamado Shock Factor, que ya se parecía al F-Type.

## Recepción
Las ventas de Stunt Race FX habían superado el millón de copias en 1998. En el Reino Unido, fue el juego SNES más vendido en octubre de 1994.
Los críticos fueron variados en su respuesta al juego. Electronic Gaming Monthly comentó que  Stunt Race FX  es una decepción después del primer juego Super FX, Star Fox, elaborando que "el juego se siente incómodo con la dirección delicada y la sensación de velocidad simplemente no está ahí. En general, hay mejores juegos de carreras en el mercado". GamePro criticó que Stunt Race FX no es realista. También pensaron que el juego de carreras "aún ofrece un buen momento, especialmente si no tienes la edad suficiente para conducir". Game Zero puntuó el juego con un 94 de 100, diciendo que los controles están "fuera de este mundo" y la "atención al detalle es verdaderamente superior". Edge le dio una calificación de 9 sobre 10, al tiempo que afirmó que Stunt Race FX es "uno de los mejores juegos de carreras disponibles actualmente para cualquier sistema doméstico". En el tercer episodio de la temporada 3 de un programa de televisión factual británico de mediados de la década de 1990 "Bad Influence!", algunos críticos combinaron sus calificaciones en una puntuación general de 4 sobre 5.
IGN clasificó el juego 86 en sus 100 mejores juegos de SNES de todos los tiempos.

## Lanzamientos relacionados

### Cameos
- Los Arwing de la serie Star Fox hicieron un cameo en este título. En la pista Sky Ramp, los cuatro Arwings del equipo Star Fox volarán en un estilo de exhibición aérea.[22] En la pista Night Cruise, si el vehículo de un jugador choca con uno de los primeros tres carteles publicitarios de Star Fox, un Arwing lanzará un potenciador Boost antes de que el jugador ingrese al primer túnel.[22]
- Algunas vallas publicitarias aparecen brevemente en los campos con las caras de Mario, Fox McCloud y Kirby.[22]

### Otras apariciones en medios
- En el juego para Wii, Super Smash Bros. Brawl, dos vehículos de Stunt Race FX aparecieron como dos de las muchas pegatinas que se podían obtener. Uno era F-Type, el otro era TRAILER (que se conoce como "Tractor Trailer"). El nombre de su origen se denominó "Wild Trax" en lugar de "Stunt Race FX"; sin embargo, "Stunt Race FX" se mencionó en la sección Crónicas del mismo juego para Wii. Se remezcló un tema del juego (ya sea arreglado o no) y se planeó agregarlo al juego como una pista musical, pero se recortó por razones desconocidas.

- Otra entrega de la serie Super Smash Bros., Super Smash Bros. Ultimate, presenta los mismos dos vehículos mencionados anteriormente como Espíritus desbloqueables.